# Bussy-en-Othe
Bussy-en-Othe település Franciaországban, Yonne megyében. Lakosainak száma 696 fő (2022. január 1.). Bussy-en-Othe Villechétive, Migennes, Arces-Dilo, Bellechaume, Brion, Dixmont, Esnon és Joigny községekkel határos.

## Népesség
A település népességének változása:
| Lakosok száma | 748  | 740  | 763  | 730  | 723  | 716  | 707  | 699  | 696  |
|               | 2013 | 2015 | 2016 | 2017 | 2018 | 2019 | 2020 | 2021 | 2022 |